# Попов Володимир Федорович
Володи́мир Фе́дорович Попо́в (нар.28 липня 1907 — пом.2001, Москва) — радянський письменник. Лауреат Сталінської премії (1949) за роман «Сталь і шлак».

## Біографія
Народився 28 липня 1907 р. в сім'ї службовця Харкові. Закінчив Донецький індустріальний інститут, працював інженером на металургійних заводах Донбасу. У романі «Сталь і шлак» (1948), за який удостоєний Державної премії в 1949 році, зображених діяльність підпільної партійної організації та колективу металургійного заводу в Донбасі в період ВВВ. Помер 2001 р. у Москві.
До війни працював заступником начальника мартенівського цеху Єнакіївського металургійного заводу.

## Творчість
Друкувався з 1947 р. За його твором знято телефільм «Здобудеш у бою» (1970), а за мотивами роману «І це називається буднями» — «Сьогодні і завтра» (1979, 3 а).

## Почесні звання
Почесний громадянин Єнакієвого.